# ノドジロクサムラドリ
ノドジロクサムラドリ（喉白叢鳥、Atrichornis clamosus）はクサムラドリ属に分類される鳥の1種。

## 分布
オーストラリア（西オーストラリア州南西部）固有種

## 形態
全長16-23cm。メスよりもオスの方が大型になる。上面は褐色や暗褐色の羽毛で覆われ、暗褐色の横縞が入る。喉は白い羽毛で覆われ、腹部や尾羽基部の下面（下尾筒）は赤褐色の羽毛で覆われる。
卵は長径2.9cm、短径2cmで、黄褐色の殻で覆われ褐色の不規則な斑紋が入る。幼鳥は上面に横縞が無い。喉や胸部は赤褐色、腹部や下尾筒は白い羽毛で覆われる。
オスは喉に「八」字状に太く白い筋模様が入り、喉や上胸に黒い横縞が入る。

## 生態
海岸の周辺にある下生えが密生した林縁に生息する。地表棲で、飛翔することは少ない。オスは6-9ヘクタールの縄張りを形成し、生活する。
食性は動物食で、昆虫、クモ、カエル、小型爬虫類などを食べる。地表を徘徊しながら、獲物を捕食する。
繁殖形態は卵生。他種の囀りを真似して取り入れた短く複雑な囀りを行う。婚姻形態は一夫一妻か一夫多妻。ドーム状で産座として腐食質を敷いた巣をメスが作り、5-11月（主に6月）に1回に1-2個の卵を産む。メスのみが抱卵し、抱卵期間は36-38日（1日中抱卵を行うわけではなく、短時間だが卵は放置される。）。雛は孵化してから21-28日で巣立つ。オスは生後3年、メスは生後2年以内に性成熟する。寿命は約9年と考えられている。

## 人間との関係
開発や野火による生息地の破壊などにより生息数は減少した。1842-1889年の間に6か所で発見例があったのみで絶滅したと考えられていたが、1961年に再発見された。1966年に生息地が保護区に指定された。保護区内での野火の発生防止などの環境整備により、生息数は増加傾向にある。1993年における生息数は約1,000羽と推定されている。